# Інформаційна система управління шахти
Інформаційна система управління шахти (ІСУ) – комп'ютерна модель функціонування шахти, яка включає: 
- 1. Технічний блок (графік вводу і виведення з експлуатації очисних і підготовчих вибоїв; посування вибоїв; видобуток; вугілля і порода від проходки);
- 2. Економічний блок (основні статті витрат шахти; план реалізації продукції; загальна фінансова модель роботи шахти).

ІСУ дає змогу корегувати графік вводу і виведення очисних вибоїв з експлуатації, розглядати альтернативні варіанти маркетингової стратегії шахти, визначати способи оптимізації витрат підприємства, аналізувати вплив зольності вугілля на прибуток підприємства. Період перспективного планування роботи шахти – до 10 років з розбивкою по місяцям і кварталам. Загальна тривалість розробки та впровадження ІСУ на конкретному підприємстві – бл. 2 місяців. 
Система створена “Вугільним консалтинговим центром” (м.Донецьк, Україна). Впроваджена на ш.”Південнодонбаська № 1” в рамках демонстраційного проекту. Комп’ютерна модель ІСУ була використана для підготовки бізнес-планів для десяти вугільних підприємств Донбасу.